# هانس پیرکنر
هانس پیرکنر (آلمانی: Hans Pirkner؛ زادهٔ ۲۵ مارس ۱۹۴۶ – درگذشتهٔ ۲۶ فوریه ۲۰۲۵) بازیکن فوتبال اهل اتریش بود.
از باشگاه‌هایی که در آن بازی کرده‌است می‌توان به باشگاه فوتبال آستریا وین، باشگاه فوتبال آدمیرا واکر مودلینگ، باشگاه فوتبال شالکه ۰۴، باشگاه فوتبال فرست وینا، و باشگاه فوتبال دی اس وی لئوبن اشاره کرد.
وی همچنین در تیم ملی فوتبال اتریش بازی کرده‌است.